# Kaiserstraße 68 (Mönchengladbach)

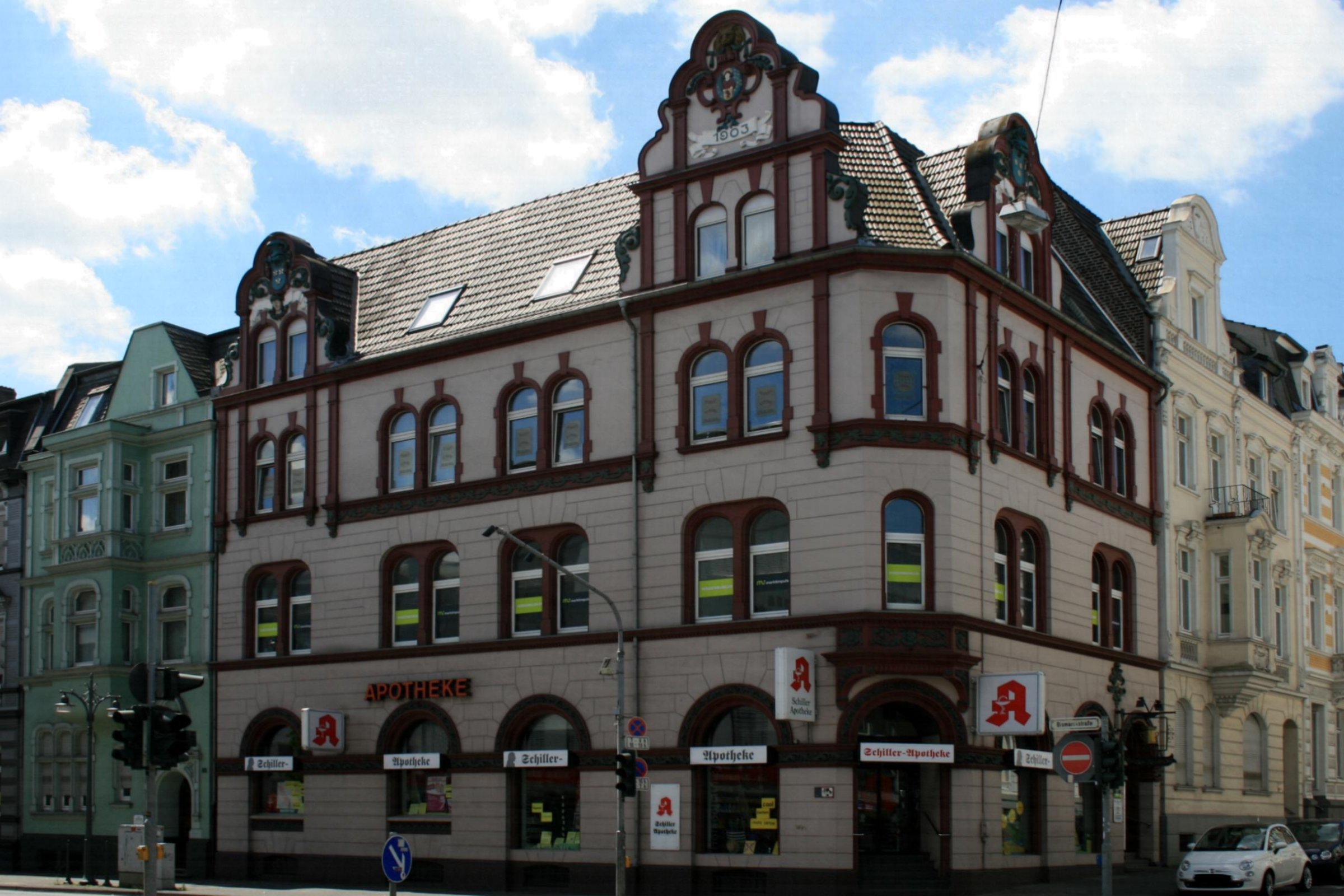
Wohngeschäftshaus (2010)

Das Wohngeschäftshaus Kaiserstraße 66 steht in Mönchengladbach (Nordrhein-Westfalen).
Das Gebäude wurde 1905 erbaut. Es wurde unter Nr. K 051  am 27. Februar 1991 in die Denkmalliste der Stadt Mönchengladbach eingetragen.

## Architektur
Das gegen 1905 errichtete Gebäude befindet sich als Teil eines historischen Ensembles im unteren, zwischen Albertus- und Bismarckstraße gelegenen Teilbereich der Kaiserstraße. Zusammen mit der Regentenstraße war die Kaiserstraße eine Verbindungsstraße zwischen den alten Ortskernen Mönchengladbachs und Eickens.
Es handelt sich um ein traufständiges, dreigeschossiges, differenziert-mehrachsiges Wohnhaus, mit übergreifendem Zwerchgiebel und einem rechtwinklig vorragenden Erker.